# روبرت كارتر
روبرت كارتر (بالإنجليزية: Robert Carter) (29 ديسمبر 1880 في المملكة المتحدة - 9 مارس 1928) هو لاعب كرة قدم بريطاني (وحمل سابقاً جنسية المملكة المتحدة لبريطانيا العظمى وأيرلندا) في مركز جناح ‏. لعب مع بورت فايل وستوكبورت كونتي ونادي ساوثهامبتون ونادي فولهام.